# Еугеніуш Ольшевський

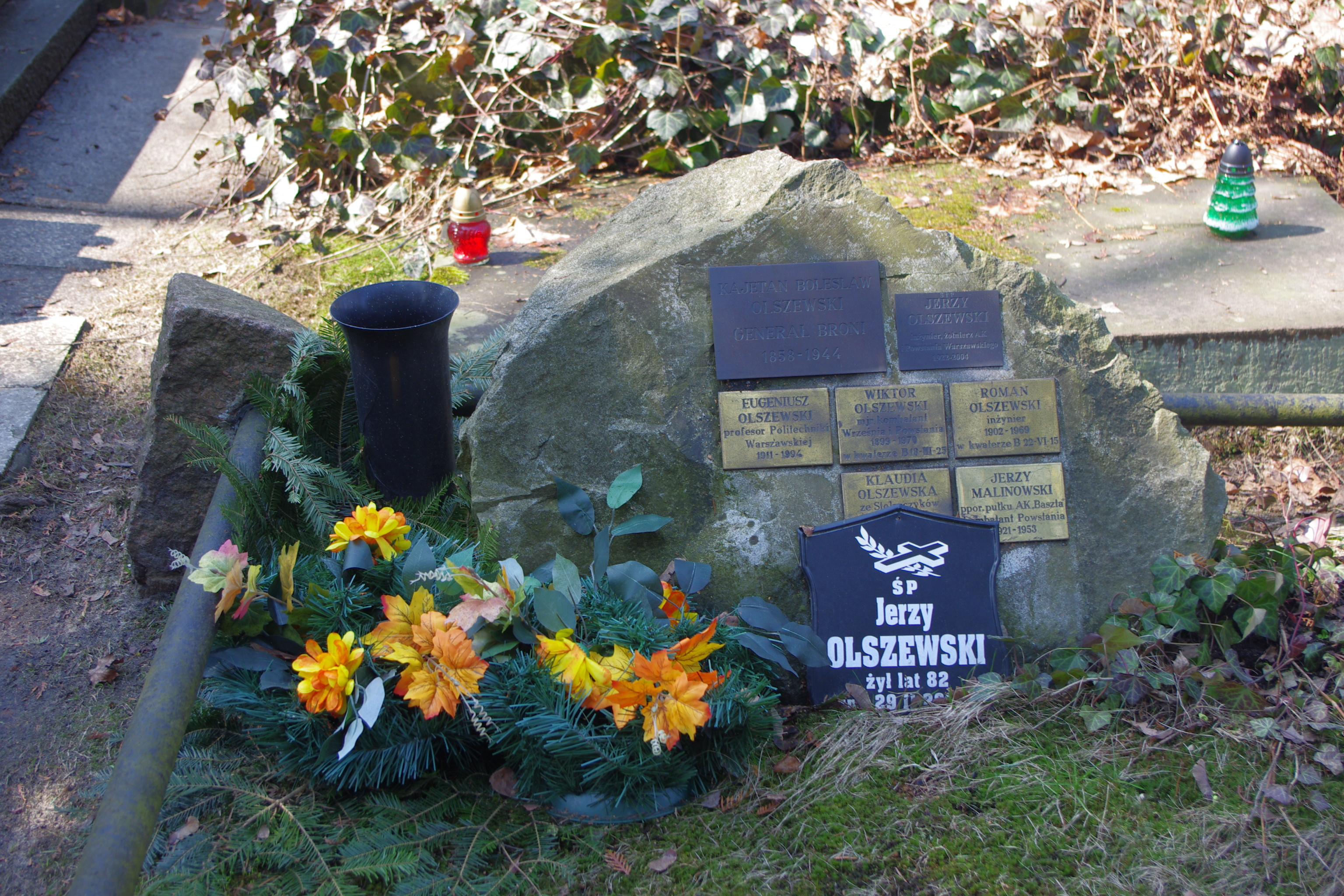
Могила професора Еугеніуша Ольшевського (1911–1994) та генерала Каєтана Болеслава Ольшевського (1858–1944) на Військовому цвинтарі Повонзки у Варшаві

Еугеніуш Ольшевський (пол. Eugeniusz Olszewski; 4 грудня 1911, Саратов — 1 червня 1994) — польський професор, інженер й історик технологій. Творець першої в Польщі кафедри історії технологій.

## Біографія
Навчався у Варшавській політехніці (Факультет Інженерії). При навчанні вступив до лав Польської соціалістичної партії, а з 1948 р. належав до Польської об'єднаної робітничої партії. З 1951 р. очолював кафедру історії технологій у Варшавському політехнічному університеті, того ж року став учасником Варшавського наукового товариства. Був керівником науково-технічного колективу кафедри основ філософії Марксизму у Варшавському політехнічному інституті економічних і соціальних наук. На кафедрі історії науки й техніки ПАН очолював дослідницький колектив із питань науково-технічної революції. Також був одним із засновників, віцепрезидентом і почесним членом Польського товариства історії технологій та членом Ради секції історії науки Міжнародного союзу історії та філософії науки, головою Комітету з міжнародного співробітництва в галузі історії техніки та членом-кореспондентом Міжнародної академії історії науки.
Похований на Військовому цвинтарі Повонзки (кв. A14, ряд 6, могила 4).